# Felix Blumenfeld
Pour les articles homonymes, voir Blumenfeld.
Felix Mikhaïlovitch Blumenfeld (en russe : Феликс Михайлович Блуменфельд), né le 19 avril 1863 [7 avril] et mort le 21 janvier 1931, est un compositeur, chef d'orchestre, enseignant et pianiste d'origine juive autrichienne et polonaise actif en Russie, sujet de l'Empire russe, puis citoyen soviétique.

## Biographie
Il naît à Elizavetgrad dans le gouvernement de Kherson de l’Empire russe (qui fait partie aujourd’hui de la ville de Kropyvnytskyï, en Ukraine), d’un père juif autrichien, Michael Blumenfeld, et d’une mère polonaise, Maria Korwin Szymanowska, une tante de Karol Szymanowski. Il étudie la composition au conservatoire de Saint-Pétersbourg sous la férule de Rimski-Korsakov et le piano avec Theodor Stein de 1881 à 1885. Puis il enseigne lui-même dans ce conservatoire, de 1885 à 1918, tout en étant également chef d’orchestre au Théâtre Mariinsky.
Ce théâtre est le lieu des premières présentations des œuvres de son mentor, Rimski-Korsakov. Blumenfeld dirige également la première représentation en Russie de Tristan et Isolde, l’opéra de Richard Wagner.
Le 17 janvier 1908, il dirige la création du Chant funèbre d'Igor Stravinsky au conservatoire de Saint-Pétersbourg. En 1908, il dirige à Paris la première de Boris Godounov, l’opéra de Modeste Moussorgski.
De 1918 à 1922, il est à la tête de l’école de musique et d'art dramatique Nikolaï Lissenko, à Kiev, où Vladimir Horowitz, Simon Barere et Anatole Kitain figurent parmi ses élèves. En 1922, il retourne au conservatoire de Moscou, où il enseigne jusqu’à sa mort. Parmi ses élèves figurent Maria Grinberg, Alexandre Kamenski et Maria Youdina. Il meurt à Moscou.
En tant que pianiste, il a joué beaucoup de compositions de ses contemporains russes. Ses compositions, qui montrent l’influence de Chopin et de Tchaïkovsky, comprennent une symphonie, des œuvres pour piano solo, un Allegro de concert pour piano et orchestre et des Lieder. Ses œuvres pour piano solo, virtuoses, jouissent actuellement d’une forme de renaissance.
Felix Blumenfeld était l’oncle de Heinrich Neuhaus et le cousin germain de Karol Szymanowski.

## Œuvre
Piano solo
- Quatre morceaux op. 2 : N°1 Étude – N°2) Souvenir douloureux – N°3 Quasi Mazurka – N°4 Mazurka de concert
- Trois études op. 3
- Valse-étude op. 4
- Deux nocturnes op. 6
- Variations caractéristiques sur un thème original op. 8
- Mazurka op. 10
- Mazurka op. 11
- Quatre préludes op. 12
- Deux impromptus op. 13
- Étude ‘Sur mer’ en sol mineur op. 14
- Valse-impromptu op. 16
- 24 préludes op. 17
- Nocturne-fantaisie op. 20
- Trois morceaux op. 21 : N°1 Moment de désespoir – N°2 Le Soir – N°3 Une course
- Deux morceaux op. 22 : N°1 Mazurka – N°2 Valse brillante
- Suite polonaise n°1 op. 23 : N°1 Krakowienne – N°2 À la Mazurka – N°3 Berceuse – N°4 Mazurka
- Étude de concert en fa ♯ mineur op. 24
- Deux études-fantaisies op. 25 : N°1 en sol mineur - N°2 en mi bémol mineur
- Dix moments lyriques op. 27
- Impromptu op. 28
- Deux études op. 29
- Suite polonaise n°2 op. 31 : N°1 Krakowiak – N°2 Kujawiak - N°3 Mazurka – N°4 Polonaise
- Suite lyrique op. 32
- Deux fragments caractéristiques op. 33
- Ballade en forme de variations op. 34
- Trois mazurkas op. 35
- Étude pour la main gauche en la♭ majeur op. 36
- Deux morceaux op. 37: N°1 Elegiaco – N°2 Patetico
- Six morceaux op. 38 : N°1 Près de l’eau – N°2 L'île abandonnée – N°3 Au bord de l’eau – N°4 Barcarolle – N°5 Saules pleureurs – N°6 La Fontaine
- Cloches op. 40
- Deux Klavierstücke op. 43
- Quatre études op. 44
- Deux impromptus op. 45
- Sonate-fantaisie en si mineur op. 46 (1913)
- Deux fragments lyriques op. 47
- Étude-fantaisie en fa mineur op. 48
- Deux moments dramatiques op. 50 : N°1 Lento – N°2 Presto
- Trois Nocturnes op. 51
- Épisodes dans la vie d'une danseuse op. 52
- Deux Klavierstücke op. 53
- Étude op. 54

Musique de chambre
- Deux morceaux pour violoncelle et piano op. 19 : N°1 Élégie – N°2 Capriccioso
- Quatuor à cordes en fa majeur op. 26

Orchestre
- Allegro de concert pour piano et orchestre en la majeur op. 7
- Symphonie en ut mineur ‘À la mémoire des chers défunts’ op. 39
- Mazurka op. 10 (arrangement du compositeur)

Musique vocale
- Sechs Chormelodien op. 1
- Fünf Chormelodien op. 5
- Fünf Romanzen op. 18
- Sechs Romanzen op. 30
- 6 mélodies pour chant et piano op. 9
- 6 mélodies pour chant et piano op. 15

### Source de la traduction
- (en) Cet article est partiellement ou en totalité issu de l’article de Wikipédia en anglais intitulé « Felix Blumenfeld » (voir la liste des auteurs).

1. ↑  Comme Servilia en 1902.